# Altria Group
Altria Group, Inc. (NYSE: MO), bis 2003 Philip Morris Companies Inc. genannt, ist ein US-amerikanischer, weltweit operierender Konzern.

## Geschichte
Die Altria Group erwirtschaftete 2023 bei einem Umsatz von 24,48 Mrd. US-Dollar (inklusive Verbrauchssteuern) einen operativen Gewinn von 10,928 Mrd. Dollar und beschäftigte rund 6.400 Mitarbeiter. Bekannte Zigaretten-Marken sind Marlboro und L&M. Von Oktober 1985 bis zum Februar 2008 war das Unternehmen im Aktienindex Dow Jones Industrial Average vertreten.

### Beteiligungen
zum 31. Dezember 2017:
- Philip Morris USA (100 %)
- Philip Morris Capital Corporation (100 %)
- John Middleton, Co. (100 %)
- AB-InBev (12,2 %)
- Juul (35 %)
- Helix Innovations (100 %)
- Cronos (41,4 %)
- NJOY (100 %)
- Horizon Innovations LLC (75 %)[4]

Die Altria Group hielt bis Ende März 2007 außerdem 87,2 % der Aktien von Kraft Foods, dem zweitgrößten Nahrungsmittelkonzern. Ferner hielt die Altria Group bis zum „spin-off“ Ende März 2008 sämtliche Aktien von Philip Morris International. Bis 2016 hielt Altria einen Anteil von 27 % an SABMiller. Nach der Übernahme von SABMiller durch Anheuser-Busch Inbev hält Altria jetzt einen Anteil von etwa 9,6 % an Anheuser-Busch Inbev.
Am 20. Dezember 2018 wurde bekannt, dass die Altria Group im Hinblick auf künftige Marktpositionen 35 Prozent der E-Zigaretten-Firma Juul erworben hatte. Es wurden 12,8 Milliarden US-Dollar (11,2 Mrd. Euro) für den Anteil von 35 Prozent gezahlt. Nach eigener Aussage sei dies die größte Investition in der Konzerngeschichte Altrias. Insgesamt wurde Juul bei dem Deal mit 38 Milliarden US-Dollar bewertet.

## Trivia
- Im Jahr 1994 schworen alle Philip-Morris-Manager vor Gericht, dass Rauchen nicht süchtig mache.

- Am 30. März 1999 wurde der Philip-Morris-Konzern von einem US-Gericht in San Francisco zu einer Schadensersatzleistung in Höhe von 81 Millionen US-Dollar an die Hinterbliebenen eines Rauchers verurteilt.[8]